# Ust-Karsk
Ust-Karsk (russisch Усть-Карск) ist eine Siedlung städtischen Typs in der Region Transbaikalien in Russland mit 1899 Einwohnern (Stand 14. Oktober 2010).

## Geographie
Der Ort liegt etwa 370 km Luftlinie östlich der Regionshauptstadt Tschita am linken Ufer der Schilka, unmittelbar oberhalb der Einmündung des linken Zuflusses Kara, an der südöstlichen Flanke des Schilkakammes (Schilkinski chrebet).
Ust-Karsk gehört zum Rajon Sretenski und befindet sich 90 km nordöstlich von dessen Verwaltungszentrum Sretensk. Sie ist Sitz und einzige Ortschaft der Stadtgemeinde Ust-Karskoje gorodskoje posselenije.

## Geschichte
Die Siedlung entstand 1838 im Zusammenhang mit der Entdeckung von Gold-Seifenlagerstätten an Flüssen der Umgebung, insbesondere der Kara, und trug zunächst die Bezeichnung Karijskije promysli (etwa „Kara-Bergbauunternehmen“). Später erhielt sie den Namen Ust-Kara, bevor sich die heutige Bezeichnung einbürgerte, beide mit der Bedeutung „Kara-Mündung“.

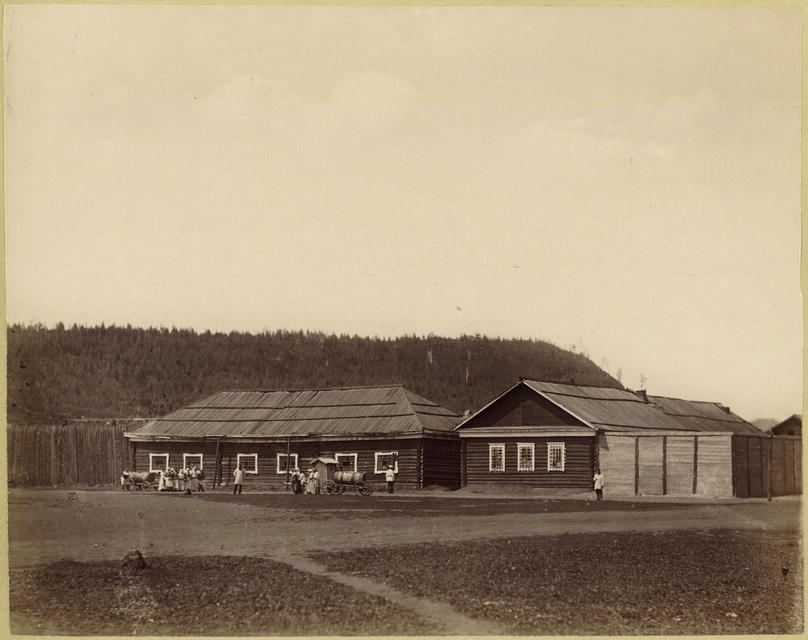
Katorga-Gefängnis Ust-Kara (1891)
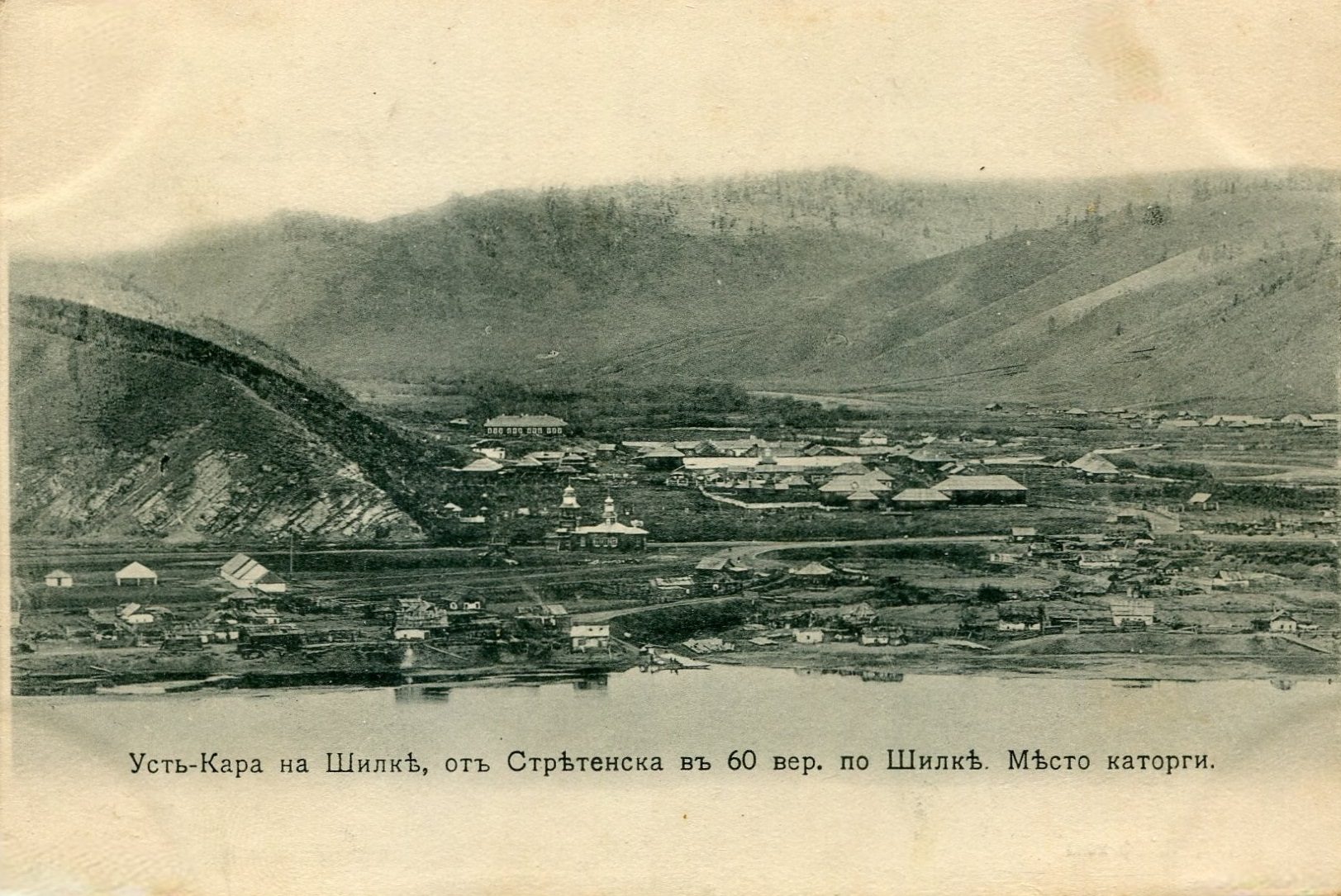
Ust-Kara am Anfang des 20. Jahrhunderts
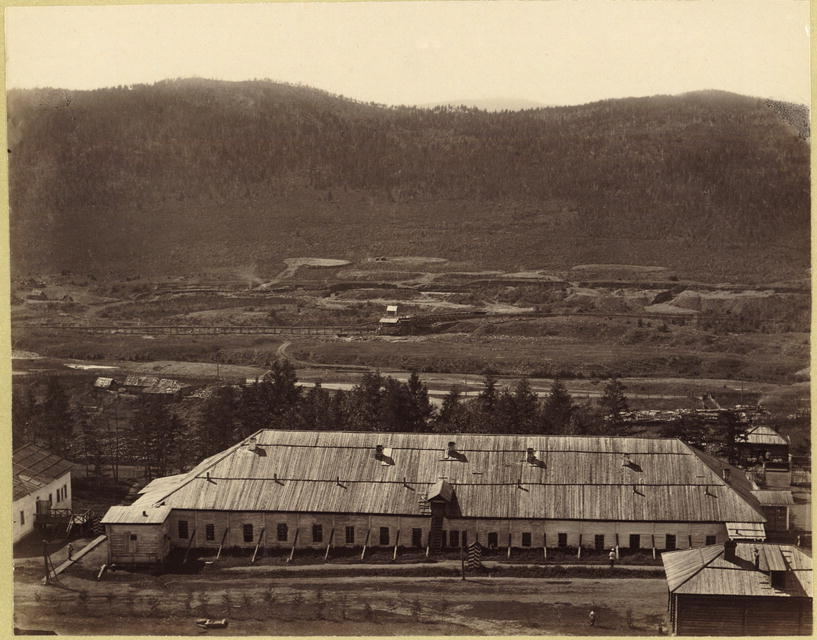
Katorga-Lazarett Nischnjaja Kara, im Hintergrund Goldseifen (vor 1900)

Bei der Goldförderung wurden vorwiegend Katorga-Gefangene eingesetzt, die in mehreren Gefängnissen über 20 km entlang der Kara einsaßen; zwischen 1873 und 1890 auch politische Häftlinge, darunter die Narodniki und Narodowolzen Sergei Kowalik, Jelisaweta Kowalskaja, Alexei Kusnezow, Ippolit Myschkin, Dmitri Rogatschow, Porfiri Woinoralski, der Dichter Pjotr Jakubowitsch sowie die Arbeiterrevolutionäre Pjotr Alexejew und Wiktor Obnorski. Aus Protest gegen die Haftbedingungen begingen am 7. November 1889 nach einem Hungerstreik die weiblichen politischen Häftlinge Marija Kaljuschnaja, Marija Kowalewskaja, Nadeschda Sigida und Nadeschda Smirnizkaja (Kaljuschnaja) Suizid, einige Tage später noch zwei männliche Häftlinge aus Solidarität. Diese Ereignisse wurden als Karatragödie bekannt.
Seit 1934 besitzt der Ort den Status einer Siedlung städtischen Typs. Von 1926 bis 1959 war er Verwaltungssitz eines eigenständigen Rajons.

### Bevölkerungsentwicklung
| Jahr | Einwohner |
| ---- | --------- |
| 1939 | 4841      |
| 1959 | 3965      |
| 1970 | 3141      |
| 1979 | 2654      |
| 1989 | 2541      |
| 2002 | 2035      |
| 2010 | 1899      |

Anmerkung: Volkszählungsdaten

## Verkehr
Ust-Karsk ist Endpunkt der 103 km langen Lokalstraße 76N-114 von Sretensk, wo sich die nächstgelegene Eisenbahnstation befindet. Eine unbefestigte Straße führt noch etwa 30 km flussabwärts durch die Dörfer am linken Schilka-Ufer bis Ust-Tschornaja an der Einmündung der Tschornaja, eine andere die Kara hinauf und über den Schilkakamm zur etwa 70 km entfernten Fernstraße R297 Amur von Tschita nach Chabarowsk.